# Lillbotjärnen
Lillbotjärnen är en sjö i Bollnäs kommun i Hälsingland och ingår i Ljusnans huvudavrinningsområde. Sjön har en area på 0,0805 kvadratkilometer och ligger 149 meter över havet.

## Delavrinningsområde
Lillbotjärnen ingår i det delavrinningsområde (681486-152667) som SMHI kallar för Mynnar i Rösteån. Medelhöjden är 189 meter över havet och ytan är 14,9 kvadratkilometer. Det finns inga avrinningsområden uppströms utan avrinningsområdet är högsta punkten. Vattendraget som avvattnar avrinningsområdet har biflödesordning 3, vilket innebär att vattnet flödar genom totalt 3 vattendrag innan det når havet efter 61 kilometer. Avrinningsområdet består mestadels av skog (75 procent). Avrinningsområdet har 0,08 kvadratkilometer vattenytor vilket ger det en sjöprocent på 0,5 procent.